# Molidul de rezonanță din Pădurea Lăpușna
Molidul de rezonanță din Pădurea Lăpușna este o arie protejată de interes național ce corespunde categoriei a IV IUCN (rezervație naturală de tip forestier), situată în estul Transilvaniei, pe teritoriul județului Mureș.

## Localizare
Aria naturală se află în extremitatea estică a județului Mureș în Munții Gurghiu (aproape de limita teritorială cu județul Harghita), pe teritoriul administrativ al comunei Ibăneștii, satul Lăpușna. 

## Descriere
Rezervația naturală a fost declarată arie protejată prin Legea Nr.5 din 6 martie 2000, publicată în Monitorul Oficial al României, Nr.152 din 12 aprilie 2000, privind aprobarea Planului de amenajare a teritoriului național - Secțiunea a III-a - zone protejate și are o suprafață de 77,80 hectare.
Aria protejată este inclusă în situl de importanță comunitară - Călimani - Gurghiu și reprezintă un areal împădurit cu specii forestiere de molid (Picea abies) cu o vârstă de peste 170 de ani (90%) și fag (Fagus sylvatica 10%). 
Fauna rezervației este una bogată și variată în specii de mamifere și păsări; dintre care unele protejate prin  Directiva Consiliului European (anexa I-a) 92/43/CE (privind conservarea habitatelor naturale și a speciilor de faună și floră sălbatică) sau aflate pe lista roșie a IUCN; astfel: urs brun (Ursus arctos), cerb (Cervus elaphus), căprioară (Capreolus capreolus), lup cenușiu (Canis lupus), vulpe roșie (Vulpes vulpes), râs eurasiatic (Lynx lynx), pisică sălbatică (Felis silvestris), jder de copac (Martes martes) sau cocoș de munte (Tetrao urogallus).

## Monumente și atracții turistice
În vecinătatea rezervației naturale se află câteva obiective de interes istoric, cultural și turistic; astfel:
- Biserica de lemn "Sf. Nicolae" din Lăpușna, construcție 1779, monument istoric (cod LMI MS-II-m-A-15708).
- Biserica ortodoxă din Ibănești, construită între anii 1898-1924.
- Ansamblul castelului de vânătoare Lăpușna, construcție 1900-1930, monument istoric (cod LMI MS-II-a-B-15707).
- Călimani - Gurghiu, sit de importanță comunitară (134.936 hectare) inclus în rețeaua ecologică Natura 2000 în România.